# یواخیم نئاندر
یواخیم نئاندر ([Lobe den Herren, den mächtigen König der Ehren] Error: {{Lang-xx}}: متن دارای نشانه‌گذاری ایتالیک است (راهنما)؛ ۱۶۵۰ – ۳۱ مهٔ ۱۶۸۰) یک آهنگساز اهل آلمان بود.